# Élections municipales cap-verdiennes de 2020
Les élections municipales cap-verdiennes de 2020 se déroulent le 25 octobre 2020 afin de renouveler pour quatre ans les membres des 22 conseils municipaux ainsi que les maires des municipalités du Cap-Vert,